# Bergwerk Rotkot
Das Bergwerk Rotkot ist ein ehemaliges Bergwerk auf dem Gebiet der Stadt Zwiesel. Hier wurden bis ins 19. Jahrhundert vor allem Alaun, aber auch Vitriol, Eisenstein und andere Mineralien und Metalle gewonnen.

## Lage
Es liegt südöstlich der Glasmacherkapelle Theresienthal am Rotkot nördlich der Rotkot-Siedlung am Nordrand des Stadtgebietes. Das Bergwerk befindet sich am Südhang des steil ansteigenden Hanges, der hier etwas oberhalb der beiden Stollen eine Höhe von 733 Metern erreicht. Der östlich gelegene Kellerberg erhielt seinen Namen aufgrund des Bergwerks.

## Geschichte

### Erste Berichte
Erstmals erwähnt wird die „Berggruben“ 1567 anlässlich einer Grenzziehung zwischen Zwiesel und Lindberg. Damals waren die Herren von Degenberg im Besitz der Herrschaft Zwiesel. Am 1. August 1587 erließ Sigmund zum Degenberg eine „Alaun-Bergwerksordnung zu Zwisel“. Daraus geht hervor, dass es bereits damals die beiden noch heute vorhandenen Zugangsstollen gab, einen oberen und einen unteren. Unterhalb der beiden Stollen standen Sudhütten und Unterkünfte für die Knappen. Die Leitung des Bergwerkbetriebes oblag dem Richter von Zwiesel. Alaun wurde besonders zum Färben in Glashütten und Färbereien benötigt. Offenbar war es die Absicht der Degenberger, mit Hilfe des Bergwerks die Autarkie ihrer als Reichslehen angesehenen Herrschaft Zwiesel zu sichern.
Nach dem Tod des letzten Degenbergers im Jahr 1602 ließen ihre Erben aus dem Haus Wittelsbach deren Besitzungen beschreiben. Hinsichtlich des Bergwerks wurde vermerkt, dass hier „Vitriol, Alaun, Eisnstain und Roterfarb mit großen Unkosten“ abgebaut wurden, der Betrieb jedoch inzwischen eingestellt worden war. Dennoch finden sich aus den Jahren 1610 und 1619 Berichte, die darauf hindeuten, dass das Bergwerk noch betrieben wurde.

### Wiederaufnahme des Betriebs im 18. Jahrhundert
1708 nahm Hofkammerrat Schmid aus München den Bergwerksbetrieb wieder auf. 1735 wurde der Landschaftssekretär Johann Georg Schwarz, seit 1735 Betreiber der Grube in Hunding und späterer Bürgermeister von Ingolstadt, damit belehnt. Kurfürst Karl Albrecht gestattete in einem „Vergonnbrief auf Alaun und edle Metalle bey Zwisel zu bauen“. Der zehnte Zentner musste in barem Geld nach Abzug der Sudschichten-Unkosten an den Landesfürsten abgeführt werden. Mit einem Befehl vom 30. Juni 1756 wurde verfügt, dass künftig das Münz- und Bergwerkskollegium in München das Werk selbst bebauen werde. Von nun an war das Bergamt Bodenmais für den Betrieb am Rotkot zuständig. Der Bergwerksbetrieb ruht, von einigen Unterbrechungen abgesehen, seit 1760.
Der Geologe Carl Wilhelm von Gümbel bemerkte 1868 zunächst rückblickend, hier habe früher ausgedehnter Bergbau bestanden, weist dann aber darauf hin, der alte Stollen sei in neuester Zeit aufgesäubert und dessen Fortbetrieb in Angriff genommen worden. 1893 begann man erneut mit dem Abbau, der aber schon Ende 1897 ohne größere Erfolge wieder eingestellt wurde.

### Das 20. Jahrhundert
Von 1951 bis 1955 fanden die letzten bergmännischen Untersuchungsarbeiten statt. Man kam zu dem Ergebnis, dass dieses Vorkommen nicht bauwürdig sei. 1983 unternahmen Mitarbeiter der Stadtverwaltung eine Exkursion in das Bergwerk. 1990 wurden die Eingänge der beiden Stollen verschlossen, nur für Fledermäuse blieben Schlupflöcher. Eine weitere Exkursion erfolgte im Jahr 2003. Seither gibt es Bemühungen, die Stollen wieder zugänglich zu machen. Der Panoramaweg Zwiesel bietet einen montan-historischen Themenweg um das Bergwerk Rotkot.

## Naturschutz
Im Jahr 2009 entdeckten Mitarbeiter Naturschutzbehörde des Landkreis Regen bei der jährlichen Fledermauszählung in einem Stollen des Bergwerks ein Exemplar einer
Kleinen Hufeisennase, die bislang in Niederbayern als verschollen bzw. ausgestorben galt. Neben dieser Fledermausart wurden im Stollen bis zu 9 weitere Arten festgestellt, die den Stollen sowohl als Winterquartier wie auch als sommerliches Tagesquartier nutzen. Mit etwa 100 gezählten Exemplaren stellt das Bergwerk Rotkot neben dem Silberberg bei Bodenmais somit das artenreichste und größte Fledermaus-Winterquartier in Niederbayern dar. Der Landkreis Regen wurde 2016 Eigentümer des Bergwerks, um einen dauerhaften Erhalt des Fledermausquartiers zu gewährleisten. Dafür soll noch im Laufe des Jahres die Sanierung des einsturzgefährdeten Zugangsbereiches erfolgen.